# Irene Girkinger
Irene Girkinger (* 1976 in Linz) ist eine österreichische Dramaturgin und Theaterintendantin. Seit September 2023 ist sie Leiterin des Tiroler Landestheaters in Innsbruck.

## Leben
Girkinger wuchs in Linz auf und besuchte dort das Ramsauergymnasium, wo sie 1994 maturierte. Danach studierte sie an der Universität Salzburg und an der Sorbonne Französisch und Italienisch. An der Universität für Musik und darstellende Kunst Wien absolvierte sie das postgraduate Studium Kulturmanagement.
Nach Abschluss ihres Studiums war Irene Girkinger von 2001 bis 2005 Universitätsassistentin an der Universität Salzburg und ab 2004 Produktionsleiterin des Jedermann bei den Salzburger Festspielen. Von 2002 bis 2005 war sie Dramaturgin und Pressereferentin am Schauspielhaus Salzburg. 2005 wechselte sie in dieser Funktion an das Theater Phönix in Linz. Von 2007 bis 2011 war sie Dramaturgin am Wiener Volkstheater. Ab August 2012 war Girkinger Intendantin der Vereinigten Bühnen Bozen, wo sie die künstlerische und kaufmännische Gesamtleitung des Theaters innehatte. Im Oktober 2020 gab sie bekannt, dass sie die Vereinigten Bühnen Bozen nach zehnjähriger Tätigkeit zum Ende der Spielzeit 2021/2022 verlassen werde. Anfang 2021 einigte man sich darauf, dass sie „wegen der weiterhin sehr angespannten Situation aufgrund der Covid-19-Pandemie“ um eine Spielzeit verlängern und mit 2023/2024 übergeben werde.
Seit 2023 ist Irene Girkinger Intendantin des Tiroler Landestheaters in Innsbruck. Auch privat ist sie hier „zuhause“: sie ist verheiratet mit dem Tiroler Schauspieler und Regisseur Alexander Kratzer.